# Lista de tenistas número 1 do Brasil (simples masculino)
O tênis nunca foi um dos esportes mais tradicionais do Brasil, ainda assim tenistas brasileiros já conquistaram 10 vezes torneios de Grand Slam.
A tradição brasileira no tênis começou no feminino com a paulista Maria Esther Bueno, 4 vezes campeã do US Open e 3 vezes campeã em Wimbledon.
O Brasil ainda voltou a vencer Grand Slam com o catarinense Gustavo Kuerten, 3 vezes campeão em Roland Garros.
A seguir é apresentada a lista de brasileiros que lideraram o Ranking Nacional Masculino de Simples desde a criação do Ranking Mundial da ATP, em 1973.

## Número 1 do ranking brasileiro
| Ano  | Líder do ranking       | # Ranking mundial |
| ---- | ---------------------- | ----------------- |
| 1973 | Edison Mandarino       | 104               |
| 1974 | Thomaz Koch            | 24                |
| 1975 | Thomaz Koch            | 62                |
| 1976 | Thomaz Koch            | 58                |
| 1977 | Carlos Alberto Kirmayr | 120               |
| 1978 | Carlos Alberto Kirmayr | 78                |
| 1979 | Carlos Alberto Kirmayr | 57                |
| 1980 | Marcos Hocevar         | 50                |
| 1981 | Carlos Alberto Kirmayr | 36                |
| 1982 | Marcos Hocevar         | 37                |
| 1983 | Cássio Motta           | 80                |
| 1984 | Givaldo Barbosa        | 83                |
| 1985 | Júlio Góes             | 96                |
| 1986 | Cássio Motta           | 49                |
| 1987 | Luiz Mattar            | 38                |
| 1988 | Luiz Mattar            | 44                |
| 1989 | Luiz Mattar            | 68                |
| 1990 | Luiz Mattar            | 43                |
| 1991 | Jaime Oncins           | 64                |
| 1992 | Jaime Oncins           | 48                |
| 1993 | Luiz Mattar            | 70                |
| 1994 | Luiz Mattar            | 73                |
| 1995 | Fernando Meligeni      | 64                |
| 1996 | Gustavo Kuerten        | 88                |
| 1997 | Gustavo Kuerten        | 14                |
| 1998 | Gustavo Kuerten        | 23                |
| 1999 | Gustavo Kuerten        | 5                 |
| 2000 | Gustavo Kuerten        | 1                 |
| 2001 | Gustavo Kuerten        | 2                 |
| 2002 | Gustavo Kuerten        | 37                |
| 2003 | Gustavo Kuerten        | 16                |
| 2004 | Gustavo Kuerten        | 40                |
| 2005 | Marcos Daniel          | 94                |
| 2006 | Thiago Alves           | 106               |
| 2007 | Marcos Daniel          | 118               |
| 2008 | Thomaz Bellucci        | 85                |
| 2009 | Thomaz Bellucci        | 36                |
| 2010 | Thomaz Bellucci        | 31                |
| 2011 | Thomaz Bellucci        | 37                |
| 2012 | Thomaz Bellucci        | 33                |
| 2013 | Thomaz Bellucci        | 126               |
| 2014 | Thomaz Bellucci        | 65                |
| 2015 | Thomaz Bellucci        | 37                |
| 2016 | Thomaz Bellucci        | 61                |
| 2017 | Rogério Dutra Silva    | 101               |
| 2018 | Thiago Monteiro        | 120               |
| 2019 | Thiago Monteiro        | 89                |
| 2020 | Thiago Monteiro        | 84                |
| 2021 | Thiago Monteiro        | 89                |
| 2022 | Thiago Monteiro        | 71                |
| 2023 | Thiago Seyboth Wild    | 79                |
| 2024 | Thiago Seyboth Wild    | 74                |

### Temporadas como Número 1
| Tenista                | Nº 1 | Anos                                                  |
| ---------------------- | ---- | ----------------------------------------------------- |
| Gustavo Kuerten        | 9x   | 1996, 1997, 1998, 1999, 2000, 2001, 2002, 2003 e 2004 |
| Thomaz Bellucci        | 9x   | 2008, 2009, 2010, 2011, 2012, 2013, 2014, 2015 e 2016 |
| Luiz Mattar            | 6x   | 1987, 1988, 1989, 1990, 1993 e 1994                   |
| Thiago Monteiro        | 5x   | 2018, 2019, 2020, 2021 e 2022                         |
| Carlos Alberto Kirmayr | 4x   | 1977, 1978, 1979 e 1981                               |
| Thomaz Koch            | 3x   | 1974, 1975 e 1976                                     |
| Marcos Hocevar         | 2x   | 1980 e 1982                                           |
| Cássio Motta           | 2x   | 1983 e 1986                                           |
| Jaime Oncins           | 2x   | 1991 e 1992                                           |
| Marcos Daniel          | 2x   | 2005 e 2007                                           |
| Thiago Seyboth Wild    | 2x   | 2023 e 2024                                           |
| Edison Mandarino       | 1x   | 1973                                                  |
| Givaldo Barbosa        | 1x   | 1984                                                  |
| Júlio Góes             | 1x   | 1985                                                  |
| Fernando Meligeni      | 1x   | 1995                                                  |
| Thiago Alves           | 1x   | 2006                                                  |
| Rogério Dutra Silva    | 1x   | 2017                                                  |

## Melhores colocações no ranking mundial
Considerando apenas os tenistas brasileiros que conseguiram estar entre os 50 melhores do mundo.
- Atualizado em 14/08/2025

| #   | Brasileiros            | Melhor posição | Quando atingiu a marca |
| --- | ---------------------- | -------------- | ---------------------- |
| 1.  | Gustavo Kuerten        | 1              | 4 de dezembro de 2000  |
| 2.  | Thomaz Bellucci        | 21             | 26 de julho de 2010    |
| 3.  | Thomaz Koch            | 24             | 20 de dezembro de 1974 |
| 4.  | Fernando Meligeni      | 25             | 11 de outubro de 1999  |
| 5.  | Luiz Mattar            | 29             | 1 de maio de 1989      |
| 6.  | Marcos Hocevar         | 30             | 20 de junho de 1983    |
| 7.  | Jaime Oncins           | 34             | 3 de maio de 1993      |
| 8.  | Carlos Alberto Kirmayr | 36             | 10 de agosto de 1981   |
| 9.  | Flávio Saretta         | 44             | 15 de setembro de 2003 |
| 10. | João Fonseca           | 47             | 21 de julho de 2025    |
| 11. | Cássio Motta           | 48             | 8 de dezembro de 1986  |
| 12. | Ricardo Mello          | 50             | 25 de julho de 2005    |

## Títulos brasileiros no ATP
| Tenista               | #  | Títulos | # Grand Slam | # Master Cup | # Master 1000 | # ATP 500 | # ATP 250 |
| --------------------- | -- | --- | ------------ | ------------ | ------------- | --------- | --------- |
| José Edison Mandarino | 1  | 1962: Aberto de Munique | 0            | 0            | 0             | 0         | 1         |
| Thomaz Koch           | 2  | 1969: «Aberto de Caracas» (em inglês) / 1971: «Aberto de Caracas» (em inglês) | 0            | 0            | 0             | 0         | 2         |
| Carlos Kirmayr        | 1  | 1981: Torneio do Guarujá de Tênis | 0            | 0            | 0             | 0         | 1         |
| Luiz Mattar           | 7  | 1987: Torneio do Guarujá de Tênis / 1988: Torneio do Guarujá de Tênis / 1989: Torneio do Guarujá de Tênis / 1989: Aberto do Rio de Janeiro de Tênis / 1990: Aberto do Rio de Janeiro de Tênis / 1992: Torneio de São Paulo de Tênis / 1994: Delray Beach Open | 0            | 0            | 0             | 0         | 7         |
| Jaime Oncins          | 2  | 1992: Aberto de Búzios de Tênis / 1992: «Aberto de Bologna» (em inglês) | 0            | 0            | 0             | 0         | 2         |
| Fernando Meligeni     | 3  | 1995: Aberto de Bastad / 1996: Aberto de Pinehurst / 1998: «Aberto de Praga» (em inglês) | 0            | 0            | 0             | 0         | 3         |
| Gustavo Kuerten       | 20 | 1997: Roland-Garros / 1998: Aberto de Stuttgart / 1998: Aberto de Mallorca / 1999: Aberto de Monte Carlo / 1999: Aberto de Roma / 2000: Aberto de Santiago / 2000: Aberto de Hamburgo / 2000: Roland-Garros / 2000: Aberto de Indianápolis / 2000: Masters Cup / 2001: Aberto de Buenos Aires / 2001: Aberto de Acapulco / 2001: Aberto de Monte Carlo / 2001: Roland-Garros / 2001: Aberto de Stuttgart / 2001: Aberto de Cincinnati / 2002: Brasil Open / 2003: Aberto de Auckland / 2003: Aberto de St. Petersburg / 2004: Brasil Open | 3            | 1            | 5             | 4         | 7         |
| Ricardo Mello         | 1  | 2004: Delray Beach Open | 0            | 0            | 0             | 0         | 1         |
| Thomaz Bellucci       | 4  | 2009: Aberto de Gstaad / 2010: Aberto de Santiago / 2012: Aberto de Gstaad / 2015: Aberto de Genebra | 0            | 0            | 0             | 0         | 4         |
| Thiago Seyboth Wild   | 1  | 2020: Aberto de Santiago | 0            | 0            | 0             | 0         | 1         |
| João Fonseca          | 1  | 2025: Aberto de Buenos Aires | 0            | 0            | 0             | 0         | 1         |
| TÍTULOS ATP           | 43 | | 3            | 1            | 5             | 4         | 30        |